# Diego de Acebo
Diego de Acebo var biskop i Osma (Castillien, Spanien) fra 1201 til 1207.
Sammen med sin kannik, den kommende Sankt Dominicus (Domingo de Guzman) rejste han ad Marchias Daciae (til Danmark) i 1203 eller 1204 for at skaffe en brud til kronprins Ferdinand, søn af Alfonso VIII af Castillien. De foretog endnu en rejse i 1205 eller 1205 for at bringe pigen med tilbage, men hun var i mellemtiden død. De vendte hjem via Rom, hvor Diego uden held bad Pave Innocens III om blive sendt ud for at missionere blandt de nordiske hedninger. Diego og Dominicus begyndte i stedet at omvende katharerne. Diego var med til at oprette det første dominikanerkloster i Prouille og deltog i de første debatter mellem katharer og katolikker, men paven beordrede ham kort tid efter til at vende hjem til hans stift, hvor han døde 30. december 1207.